# Kepler-9b
Kepler-9b – planeta pozasłoneczna krążąca wokół gwiazdy Kepler-9. Ma ona masę w przybliżeniu 0,25 MJ i promień około 0,84 RJ. Okrąża gwiazdę co około 19 dni, poruszając się po orbicie o promieniu 0,14 j.a. W układzie znane są jeszcze dwie planety, Kepler-9c i Kepler-9d.